# Chvatovka (vattendrag)
Chvatovka (ryska: Хватовка) är ett vattendrag i Belarus.   Det ligger i voblasten Vitsebsks voblast, i den nordöstra delen av landet, 190 km öster om huvudstaden Minsk.
Trakten runt Chvatovka består till största delen av jordbruksmark. Runt Chvatovka är det ganska tätbefolkat, med 104 invånare per kvadratkilometer.